# Andrzej Pepłoński
Andrzej Pepłoński (ur. 9 stycznia 1944 w Markach, zm. 28 sierpnia 2021 w Kobylnicy) – polski historyk specjalizujący się w dziejach wywiadu II RP, podpułkownik MO, inspektor Policji.

## Życiorys
Od 1965 do 1975 był funkcjonariuszem Milicji Obywatelskiej. W 1975 rozpoczął studia w Akademii Spraw Wewnętrznych, które ukończył w 1978, następnie pracował w ASW jako wykładowca (1978–1982), starszy wykładowca (1982–1983). W 1983 obronił pracę doktorską i został zatrudniony jako adiunkt. W 1989 habilitował się w Wojskowym Instytucie Historycznym na podstawie pracy Służby wywiadowcze w Polskich Siłach Zbrojnych na Zachodzie 1939–1945, służbę w MO zakończył w stopniu podpułkownika. W 1990 został pozytywnie zweryfikowany i wstąpił do Policji, w latach 1990–1992 był zastępcą komendanta Wyższej Szkoły Policji w Szczytnie ds. naukowo-dydaktycznych, w stopniu inspektora Policji. W 1994 przeszedł na emeryturę.
W 1995 został pracownikiem Instytutu Historii Pomorskiej Akademii Pedagogicznej w Słupsku (od 2006 działającej jako Akademia Pomorska w Słupsku), w 2001 otrzymał tytuł profesora, w latach 2004–2008 był dziekanem Wydziału Filologiczno-Historycznego, w latach 2008–2012 był kierownikiem nowo utworzonej Katedry Bezpieczeństwa Narodowego.
W latach 2000–2004 był ekspertem Polsko-Brytyjskiej Komisji Historycznej do Spraw Dokumentacji Działalności Polskiego Wywiadu i Jego Współdziałania z Wywiadem Brytyjskim. Komisja została powołana przez premierów rządów Polski i Wielkiej Brytanii.
W 1996 otrzymał Nagrodę „Przeglądu Wschodniego” za książkę Wywiad Polski na ZSRR 1921–1939.
Został pochowany na Starym Cmentarzu w Słupsku.

## Publikacje książkowe
- Polska emigracja polityczna a grupy antysocjalistyczne w kraju w latach 1976–1984 (1985) – z Feliksem Bielakiem
- Służby wywiadowcze Polskich Sił Zbrojnych na Zachodzie (1939–1945) (1988)
- Policja Państwowa w systemie organów bezpieczeństwa Drugiej Rzeczypospolitej (1991)
- Wywiad Polskich Sił Zbrojnych na Zachodzie 1939–1945 (1995)
- Wywiad Polski na ZSRR 1921–1939 (1996)
- Wywiad w wojnie polsko-bolszewickiej 1919–1920 (1999)
- Kontrwywiad II Rzeczypospolitej (2002)
- Wywiad a dyplomacja II Rzeczypospolitej (2004)
- Między Warszawą a Tokio - Polsko-japońska współpraca wywiadowcza 1904–1944 (2005) – z Hiroaki Kuromiyą
- Wywiad gospodarczy. Historia i współczesność (2005) – z Leszkiem Korzeniowskim
- Wojna o tajemnice. W tajnej służbie Drugiej Rzeczypospolitej 1918–1944 (2011)